# Libs of TikTok
Libs of TikTok은 차야 라이칙(Chaya Raichik)이 운영하는 다양한 극우 및 성소수자 반대 소셜 미디어 계정의 이름이다. 라이칙은 전 부동산 중개인이다. 라이칙은 이 계정들을 이용해 좌익과 성소수자가 틱톡 또는 다른 소셜 미디어 플랫폼에 올린 콘텐츠를 조롱하거나 비하하는 논평과 함께 다시 게시한다. X에 수백만 명의 팔로워를 보유한 Libs of TikTok은 미국 보수주의자와 정치적 우익 사이에서 영향력이 크다.
이 계정들은 증오언설과 트랜스포비아를 조장하고, 특히 트랜스젠더 아동의 의료와 관련된 허위 주장을 퍼트린다. Libs of TikTok의 게시물은 성소수자와 정신 건강 관리 제공자를 "그루머"라고 정기적으로 지칭한다. Libs of TikTok의 소셜 미디어 계정은 여러 차례 임시 정지되었고 틱톡에서는 영구 정지되었다.
Libs of TikTok의 게시물로 인해 교사, 의료 제공자, 아동 병원, 도서관, 성소수자 장소 및 교육 시설에 대한 팔로워들의 위협이나 괴롭힘이 발생했다. Libs of TikTok의 게시물과 관련하여 21건의 폭탄 위협이 있었다.

## 계정 연혁

### 시작 및 초기 콘텐츠 (2020년 11월 – 2021년 6월)

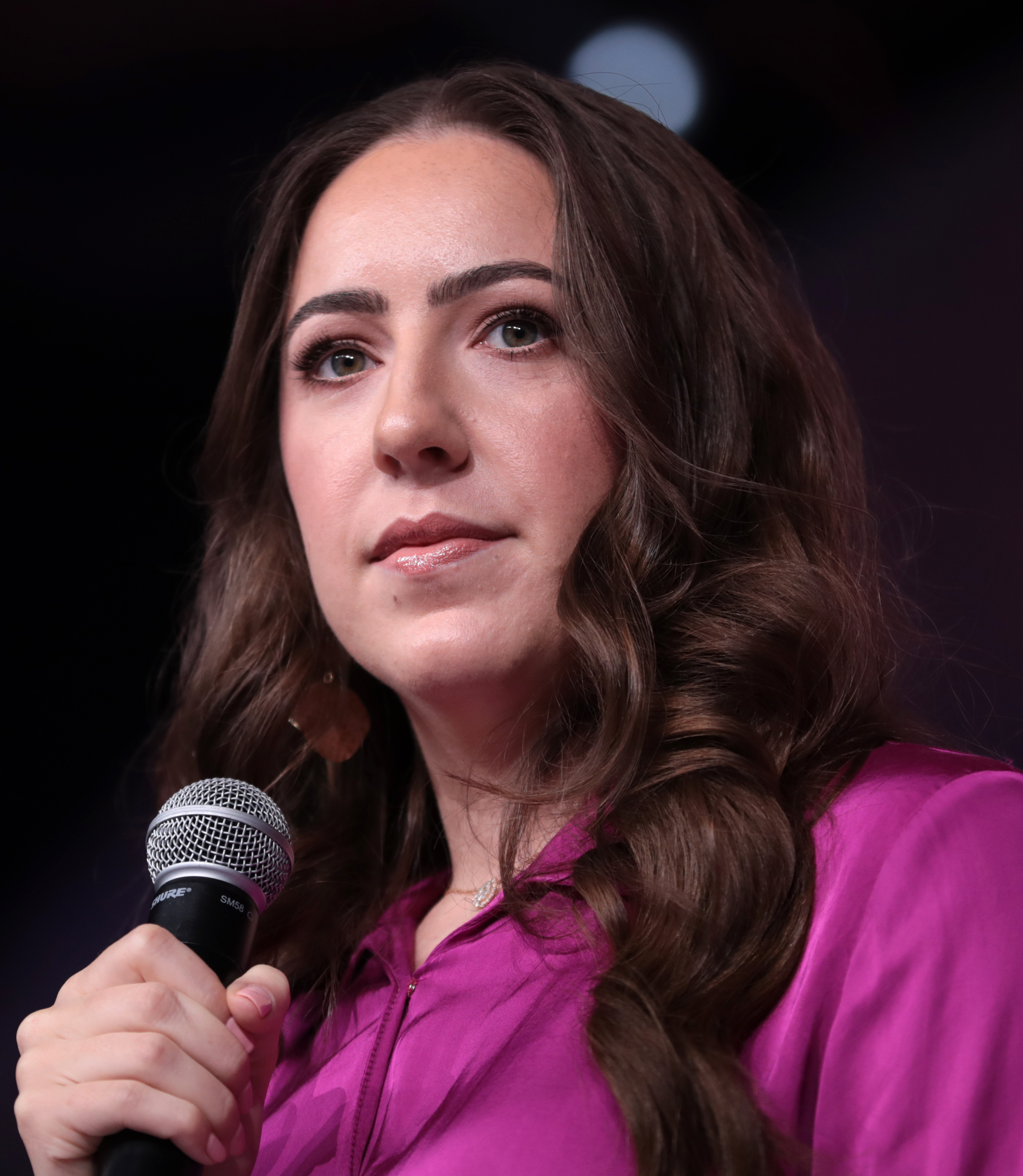
2023년의 차야 라이칙

2020년 11월, 라이칙은 @shaya69830552라는 트위터 계정을 만들었고, 나중에 @shaya_ray로 변경했다. 더 데일리 닷에 따르면, "[그 계정]은 초기에는 X에서 저명한 보수주의자들의 댓글에 일상적으로 나타나는 답글 계정으로 주로 존재했다." 이전 계정들에서 라이칙은 코로나바이러스감염증-19의 심각성을 경시했고, 2020년 미국 대통령 선거가 선거 사기를 통해 도널드 트럼프로부터 "도난당했다"는 거짓 음모론을 조장했으며, 2021년 미국 국회의사당 습격에 자신이 있었다는 게시물을 올렸다. 라이칙은 국회의사당 경찰을 비판했다. 그녀는 "몇몇 미친 사람"들처럼 국회의사당 건물에 들어가지 않았으며 침입을 "대체로 평화로웠다"고 불렀고, 나중에 그 습격을 Black Lives Matter 시위에 우호적으로 비교했다. 2021년 초, 이 계정의 팔로워는 1,000명 미만이었다.
이 계정의 핸들은 나중에 @cuomomustgo로 변경되었고, 당시 뉴욕주의 주지사였던 앤드루 쿠오모에 대한 성추행 의혹에 따라 그의 사임을 요구하는 데 초점을 맞추었다. 라이칙은 또한 이 계정을 이용해 캘리포니아 주지사 개빈 뉴섬의 소환을 옹호했다. 2021년 3월까지, 이 핸들은 조 바이든 대통령 임기 중 백악관에 있는 화분으로 패러디 계정을 트윗하는 @houseplantpotus로 변경되었다. 2021년 4월 19일, 라이칙은 @libsoftiktok이라는 별칭을 채택하며 "매일의 오글거림을 찾는 데 도움을 주겠다"고 약속했다. 2021년 5월과 6월, 성소수자 자긍심의 달 전후로 Libs of TikTok은 성소수자 그루밍 음모론을 조장하는 첫 트윗을 포함하여 성소수자 반대 논평을 게시하기 시작했다. 이 계정의 초기 재게시물에는 진보주의자들이 앤서니 파우치와 예방접종에 대해 "오글거린다"고 여긴 영상들도 포함되어 있었다. 슬레이트 (잡지)는 Libs of TikTok의 초기 성공이 "대안우파와 극우 거물들을 트위터에 뻔뻔하게 태그한 덕분이며, 그녀는 이 전략을 오늘날까지 계속 사용하고 있다"고 보았다.

### 언론의 주목 (2021년 8월 – 2022년 4월)
2021년 8월까지 Libs of TikTok은 약 65,000명의 팔로워를 모았다. 2021년 8월, 팟캐스터 조 로건이 《더 조 로건 익스피리언스》에서 @LibsofTikTok을 홍보하기 시작했고, 이는 팔로워 수의 대폭적인 증가로 이어졌다. 같은 달, 변호사이자 공화당 당원인 그랜트 랠리는 Libs of TikTok을 "뉴스 리포터 서비스"로 상표 등록했다. 이 계정은 도널드 트럼프 주니어, 언론인 글렌 그린월드, 정치 평론가 터커 칼슨, 제시 워터스, 로라 잉그러햄에 의해 홍보되었으며, 뉴욕 포스트, 더 페더럴리스트, 《더 포스트 밀레니얼》, 폭스 뉴스 및 기타 우익 뉴스 매체에 소개되었고, 게시물은 메건 매케인에 의해 리트윗되었다.
계정 운영자로 밝혀지기 전에 라이칙은 여러 차례 익명으로 인터뷰를 했으며, 이 과정에서 계정의 게시물로 인해 여러 교사가 해고되었다고 자랑했다. 라이칙은 팔로워들에게 교육청에 가입하여 성별과 섹슈얼리티에 대해 가르치는 교사들을 해고하도록 부추겼다. 라이칙은 뉴욕 포스트에 "나는 돈이나 명성을 위해 이런 일을 하지 않는다"며 "나는 정치인도, 블루 체크 언론인도 아니다"라고 말했다.

### 신원 공개 (2022년 4월)
2022년 4월, Libs of TikTok의 신원에 대한 정보가 드러나기 시작했다. 라이칙은 2021년 10월에 LibsofTikTok.us 도메인 네임을 등록했는데, .us 도메인은 익명 등록을 허용하지 않아 라이칙의 실명과 다른 정보가 도메인의 후이즈 기록에 공개적으로 기재되어 있었다. 이로 인해 소프트웨어 개발자 트래비스 브라운은 2022년 4월 초에 라이칙을 계정 운영자로 지목할 수 있었다.
2022년 4월 19일, 워싱턴 포스트는 언론인 테일러 로렌츠가 작성한 기사를 통해 라이칙의 신원을 추가로 공개했으며, 그녀가 브루클린에서 부동산 관련 일을 했고 "자랑스러운" 정통파 유대교 신자임을 언급했다. 이 세부 정보는 Libs of TikTok 트위터 계정의 초기 버전에서 수집되었다. 기사의 온라인 버전에는 처음에 라이칙의 부동산 중개인 면허증 링크가 포함되어 있었지만, 나중에 삭제되었다.
로렌츠의 기사는 특히 미국 보수주의자들 사이에서 논란이 되었고, 기사 작성 방식에 대해 비판을 받았으며, 라이칙의 신원을 공개한 것, 반유대주의 (라이칙의 신앙 주장을 언급한 것), 그리고 위선 (이전에 온라인 괴롭힘에 반대했던 것)에 대해 비판을 받았다. 일부 비평가들은 로렌츠가 라이칙을 신상 공개했다고 비난했지만, 로렌츠는 라이칙의 정보가 이미 공개적으로 이용 가능했다고 반박했다. 로렌츠와 워싱턴 포스트는 보도를 옹호했다. 워싱턴 포스트의 선임 편집장인 캐머런 바는 성명에서 포스트가 "[라이칙]의 사생활에 대한 어떠한 세부 정보도 게시하거나 연결하지 않았다"고 썼지만, 라이칙은 기사가 원래 연결했던 부동산 중개인 면허증에 자택 주소가 기재되어 있었다고 언급했다. 로렌츠는 자신의 비평가들이 "의심을 심고 저널리즘의 신뢰를 떨어뜨리려 한다"고 말했다.
라이칙은 로렌츠가 신상 공개를 했으며 자신의 자유 연설 권리를 침해했다고 개인적으로 비난했지만, "절대 침묵하지 않을 것"이라고 맹세했다. 다음 달, 라이칙은 "파이프 폭탄"을 자신의 집에 던지겠다고 위협하는 등 "약 12건의 살해 위협"을 받았다고 트윗했다. 로렌츠 또한 개인적인 역풍을 맞았다고 보도하며, 기사에 대한 반응으로 자신의 "온 가족"이 신상 공개되었고, "트롤들이 인스타그램에 태그한 임의의 친구들을 신상 공개하고 스토킹하기 시작했다"고 언급했다.
워싱턴 포스트 기사가 게시된 다음 날 Libs of TikTok 계정은 20만 명의 팔로워를 얻었다.
로렌츠는 워싱턴 포스트 기사 2년 후에 인터뷰를 주선했고, 이 인터뷰에서 라이칙은 젠더 확인 치료에 반대하는 주장을 펼쳤고 자신의 신원 공개와 관련하여 자신이 공인이 맞는지에 대해 논의했다.

## 콘텐츠
Libs of TikTok은 우익, 보수주의, 극우, 극단적 우익, 및 극단주의적으로 묘사된다. 런던의 타임스는 이 계정을 "트위터 선동가"라고 묘사했다. 이 계정은 일반적으로 좌파 소셜 미디어 계정의 콘텐츠를 다시 게시하여 우파 팔로워들 사이에서 분노를 유발하는 데 전념한다. 다시 게시된 비디오는 대부분 성소수자 관련이다.

### 드래그쇼 관련 콘텐츠
라이칙은 성인이 아동에게 성소수자 정체성에 대해 가르치는 것은 학대이며 아동 그루밍에 해당한다고 주장한다. 그녀는 Libs of TikTok을 이용해 청소년과 관련된 성소수자 행사를 홍보하는 경우가 많으며, 여러 차례 이 행사 중 일부는 우익 극단주의자들의 표적이 되었다. 라이칙은 젠더 불순응적이거나 성소수자 공동체의 동맹자가 되는 것이 "정신 질환"이라고 주장했으며, 트랜스젠더를 의도적으로 오인칭했다.
2022년 6월, Libs of TikTok은 미국 내 드래그 관련 행사, 특히 미취학 아동을 대상으로 한 최소 한 곳의 드래그 퀸 스토리 아워의 장소를 게시한 후 트윗 일부가 삭제되었다. 캘리포니아주 샌 로렌조에 있는 이 장소는 프라우드 보이스라는 극우 극단주의 단체에 의해 습격당했다. 댈러스와 코달레인의 프라이드 행사 또한 Libs of TikTok이 게시한 후 우익 극단주의자들의 표적이 되었다. 코달레인 행사에서는 패트리어트 프론트 회원 31명이 목적지에 도착하기도 전에 체포되었다. 6월에 앨러메다군 보안관실 대변인은 수사관들이 프라우드 보이스와의 대치 상황이 Libs of TikTok 때문에 발생했다고 믿는다고 말했다. 8월, 내셔널 퍼블릭 라디오는 "게시물과 극단주의 단체의 활동 사이에 결정적인 연관성은 확립되지 않았다"고 보도했다.
프라우드 보이스는 Libs of TikTok이 홍보한 다른 행사들도 표적으로 삼거나 위협했는데, 여기에는 우들랜드 (캘리포니아주)의 한 바에서 열린 드래그 해피 아워(라이칙은 이를 "모든 연령대"를 위한 "청소년 단체"가 주최했다고 말했다), 샌포드 (노스캐롤라이나주)에서 지역 성소수자 자원 센터를 위한 드래그 브런치 (계획됨), 그리고 오하이오주 콜럼버스의 K-5학년 학교에서 계획 (후 취소)된 드래그 퀸 스토리 아워 등이 포함된다.
11월, 사우스다코타 주립 대학교의 성소수자 학생 단체는 Libs of TikTok이 그해 연례 드래그 행사의 영상(모든 연령대 광고)이라고 주장하는 영상을 게시한 후, 대학 경찰국의 조사 대상이 된 폭탄 위협의 표적이 되었다. 학생 단체와 행사 중심에 있던 공연자는 Libs of TikTok의 영상이 그해 행사 장면과 연령 제한이 있었던 전년도 행사를 이어 붙인 것이라고 말했다.
2023년 5월, 앨런 (텍사스주) 총기 난사 사건의 가해자가 드래그 퀸 스토리 아워를 비난하는 긴 글을 소셜 미디어에 게시했는데, 이를 Libs of TikTok에 헌정했다고 보도되었다.

### 젠더 확인 치료 관련 콘텐츠

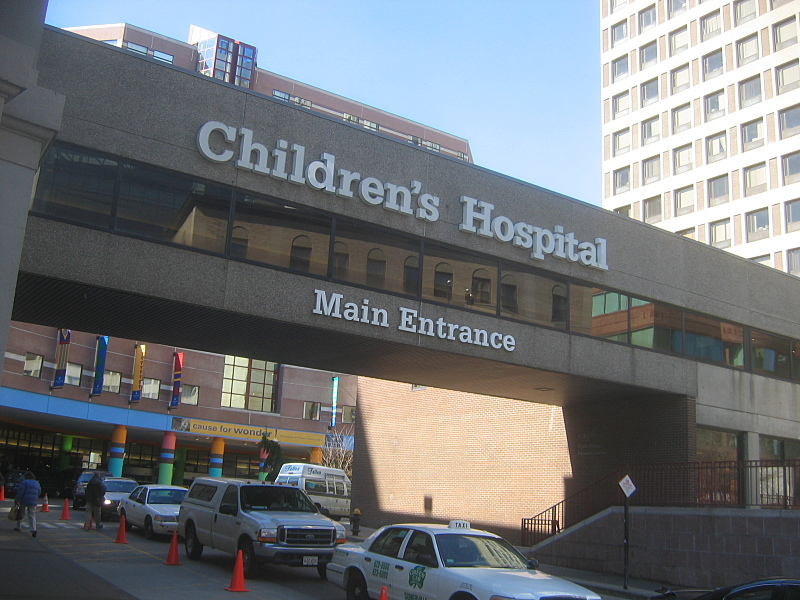
보스턴 아동병원 정문. 이 병원은 Libs of TikTok의 젠더 확인 치료에 대한 허위 주장으로 표적이 되었다.

라이칙은 아동에 대한 젠더 확인 수술에 반대하며, 이는 대규모 아동 학대이며 "이러한 수술을 수행하는 의사는 면허를 취소해야 한다. 그들은 감옥에 있어야 한다"고 주장한다.
2022년 8월, Libs of TikTok 소셜 미디어 계정에서 라이칙은 보스턴 아동병원 (BCH) 및 어린이 국립병원 (CNH)이 미성년자에게 성기 수술을 포함한 젠더 확인 수술을 제공하고 있다고 주장했다. BCH 관련 콘텐츠에는 BCH의 산부인과 의사가 절차를 설명하는 BCH 비디오가 포함되었다. USA 투데이, 내셔널 퍼블릭 라디오, 및 폴리티팩트는 BCH 주장이 거짓이라고 결론 내렸다. CNH 콘텐츠는 16세 트랜스 소년이 병원에서 자궁적출술을 받을 자격이 있다고 진술한 두 운영자와의 오디오 녹음이었다. CNH는 운영자들의 진술을 부인하며 "[이 활동가 단체에 의해 몰래 녹음된 사람들] 중 누구도 우리 환자들에게 치료를 제공하지 않는다"고 언급했다. 더 데일리 콜러와 《더 포스트 밀레니얼》을 포함한 여러 보수 매체는 두 이야기 중 하나 또는 둘 다를 재출판했다.
두 병원의 웹사이트에는 젠더 확인 하체 수술 자격에 대한 잘못된 정보가 있었다. BCH 웹사이트의 공개 파일에는 질성형술 환자가 "수술 시 17세에서 35세 사이"여야 한다고 명시되어 있었다. 이 문서에 대해 질문을 받았을 때, 병원은 "항상 지켜왔던 프로토콜"을 반영하도록 업데이트되었다고 설명했다. 즉, 17세에게 상담은 가능하지만 18세 이상만 수술 자격이 있었다. CNH 웹사이트에는 자궁적출술이 "0-21세" 환자에게 제공된다고 명시되어 있었다. 그러나 병원 대변인은 "우리는 18세 미만에게 젠더 확인 자궁적출술을 시행하지 않으며, 결코 시행한 적이 없다"고 진술했다.
Libs of TikTok의 게시물 이후, 각 병원의 직원들은 괴롭힘을 당했으며, BCH와 CNH 모두 폭탄 위협을 받았다. 하지만 BCH 위협이 괴롭힘과 관련이 있는지는 불분명했다. NBC 뉴스는 Libs of TikTok을 BCH에 대한 "괴롭힘 캠페인의 주요 동력 중 하나"라고 묘사했다. 폭력 위협은 광범위하게 비난받았고, 주 및 연방 당국은 위협에 대한 조사를 시작했다. 워싱턴 포스트의 연락을 받았을 때 라이칙은 병원에 대한 위협에 자신이 책임이 있다고 느끼는지에 대한 질문에는 답하지 않았지만, "어떤 폭력 행위/위협도 100% 규탄한다"고 말했다. 나중에 트윗에서 라이칙은 계속해서 병원을 비난할 것이라고 말했고, CNH 트윗 이후 트위터가 Libs of TikTok 계정을 일시 정지하자 라이칙은 "트위터에 의해 정지된 것은 나의 가장 큰 실수를 깨닫게 했을 뿐이다. 나는 한 병원만 비난했지만 수십 곳을 비난했어야 했다. 어린이 국립병원이 유일한 곳이 아니라고 맹세한다. 나는 내 실수에서 배우고 빅 테크 거물들이 우리가 알기를 원하지 않는 더 많은 것을 밝혀낼 것을 약속한다. 앞으로 더 잘하겠다"고 말했다.
라이칙은 이후 애크론 아동병원과 바바라 부시 아동병원에서 미성년자에게 사춘기 차단제를 포함한 비수술적 젠더 확인 치료를 제공하는 이야기를 게시했다. 라이칙은 또한 존스 홉킨스 올 아동병원의 청소년 클리닉에 대해 게시하며, 어린 환자들에게 "안전한 공간"을 제공하기 위해 부모가 몇 분 동안 방에서 나가도록 요청하는 관행을 강조했다. 소셜 미디어의 주목(위협 포함)에 대한 대응으로, 애크론 아동병원은 웹사이트의 젠더 확인 치료 섹션과 직원 및 제공하는 치료에 대한 정보를 일시적으로 삭제했다.
이 계정은 네브래스카주 오마하의 아동 병원, UPMC 피츠버그 아동병원, 피닉스 아동병원을 포함하여 성전환 치료를 제공하는 다른 병원들을 표적으로 삼았으며, 일부 경우에는 허위 주장을 펼쳐 전화 협박과 괴롭힘을 초래했다. Libs of TikTok이 특정 병원들을 표적으로 삼은 후, 시카고의 러리 아동병원을 포함한 다른 소아과 시설들도 괴롭힘과 제공하는 치료에 대한 허위 주장에 직면했다. 2022년 9월, Libs of TikTok의 게시물에 대한 대응으로, 러리 아동병원은 보안을 강화하고 트랜스젠더 청소년 지원 그룹을 대면 회의에서 온라인 회의로 전환했다.

### 교육 관련 콘텐츠
성소수자 학생들을 지지하는 교사들은 Libs of TikTok 계정의 "가장 빈번한" 표적 중 하나로 지목되었다. 표적이 된 교사들 중 여러 명이 괴롭힘과 살해 협박을 받았다고 보고했다. 좌파 미디어 감시 단체인 미디어 매터스 포 아메리카의 보고서에 따르면, 2022년 1월부터 4월 사이에 이 계정은 약 222개의 교육기관과 교사들을 언급하거나 태그했다. 유로뉴스에 따르면, "[Libs of TikTok]의 표적이 된 사람들 중 일부는 수백 또는 수천 개의 증오 댓글을 받았다."
2021년 11월 16일, 올드 도미니언 대학교의 한 조교수가 소아성애증을 비낙인화해야 한다고 주장하는 인터뷰 영상이 Libs of TikTok 계정에 게시되어 바이럴된 후 행정 휴직 처분되었다. 11월 24일, 교수는 직위에서 사임했다.
캘리포니아의 한 교사가 자신의 학생들이 프라이드 플래그에 충성의 맹세를 하도록 요청하는 것에 대해 농담하는 영상을 게시했는데, 2021년 8월 27일 Libs of TikTok이 이를 다시 게시한 후 행정 휴직 처분을 받았다. 보수 및 극우 성향의 계정들이 소셜 미디어에서 그녀를 공격하자, 그녀는 모든 소셜 미디어 계정을 삭제했다.
2022년 4월, 라이칙은 오와소, 오클라호마의 8학년 영어 교사가 LGBT 학생들을 지지하는 영상을 다시 게시했다. 영상에서 교사는 "부모님이 당신의 있는 그대로를 받아들이지 않는다면, 그들을 신경 쓰지 마세요. 이제 내가 당신의 부모입니다. 당신이 자랑스럽습니다. 물 마시고, 사랑해요."라고 말했다. 학부모들이 이 영상에 대해 불평한 후, 교사는 사임했으며, 나중에 워싱턴 포스트에 Libs of TikTok의 팔로워들로부터 살해 협박을 받았다고 말했다. 오클라호마 공화당 상원의원 후보 잭슨 라메이어는 교사가 "포식자"라고 비난했다. Libs of TikTok은 나중에 증거 없이 교사가 "그루밍에 대한 불평"으로 인해 해고되었다고 주장하는 게시물을 올렸다. 일부 학부모들은 교사가 LGBT 학생들에게 "안전한 피난처"를 제공했다고 옹호했다.
2022년 10월, 앨라배마주 헌츠빌의 한 동물 보호소는 Libs of TikTok이 중학교 교사가 드래그 차림으로 책을 읽는 영상을 다시 게시한 후, 구글에서 살해 협박 및 부정적인 리뷰를 포함한 역풍에 직면했다. Libs of TikTok은 교사가 아이들이 있는 방에서 외설적인 성적 암시와 농담을 했다고 주장했다. 그 결과, 교사는 헌츠빌 시 학교에 의해 조사 명목으로 무기한 유급 행정 휴직 처분을 받았다. 교사는 자신의 발언을 어린이 영화 속 암시에 비유하며 옹호했다. 동물 보호소는 교사와 행사를 지지하며 포용성과 친절에 대한 약속을 강조했다. 교사 또한 살해 협박을 받았다.

#### 교육 시설 및 폭탄 위협
Libs of TikTok의 게시물에 등장한 여러 교육 시설 및 기관은 이후 폭탄 위협을 받았다고 보고했다. 바이스와 연락했을 때, 라이칙은 "위협은 자신이나 팔로워들과 아무 관련이 없다"고 말했다. 2023년 10월 바이스의 보고서에 따르면, 바이스가 연락한 Libs of TikTok 게시물에 등장한 42개 시설 중 11개 학교 및 학군이 폭탄 위협을 받았다고 보고했다. Libs of TikTok의 게시물과 위협 사이에 직접적인 연관성은 밝혀지지 않았지만, 일부에서는 이러한 위협의 특이성을 발견했다.
2023년 8월, 털사의 유니온 공립학교 소속 엘렌 오초아 초등학교 사서의 영상이 Libs of TikTok에 의해 편집 및 공유되었고, 오클라호마주 교육감 라이언 월터스에 의해 다시 게시되었다. 이 영상이 공유된 후, 엘렌 오초아 초등학교와 사서의 집은 여러 차례 폭탄 위협을 받았다. 폭탄 위협은 "이 깨어난 이데올로기를 중단하지 않으면 유니언 학군 내 모든 학교를 폭파하겠다"고 언론에 협박하는 내용의 서한과 함께 전달되었다.
2023년 8월, Libs of TikTok은 캘리포니아의 한 초등학교가 "백인에게 인종차별적"이라고 비난했다. 다음 날, 학교에 폭탄 위협 이메일이 전송되어 학교가 대피했다. 현지 경찰은 이메일에 "인종차별적 뉘앙스"가 있었다고 밝혔다. 같은 시기, 캘리포니아주 데이비스의 한 도서관은 Libs of TikTok이 그곳에서 열린 행사(트랜스젠더 선수들에게 적대적인 발언으로 인해 연사들이 퇴장당한 사건)에 대해 트윗한 후 폭탄 위협의 대상이 되었다. 현지 경찰에 따르면, 이 위협에는 일종의 증오 발언이 담겨 있었다.
2023년 9월, 일리노이주의 한 학교는 Libs of TikTok이 교실에 프라이드 플래그가 걸려 있는 사진을 게시한 후 4일 동안 3건의 폭탄 위협을 받았다. 학교는 위협을 받은 후 이틀 연속 학생들을 대피시켰다.
2024년 2월, NBC 뉴스는 2020년 11월 이후 Libs of TikTok이 게시한 개인이나 단체에 대한 폭력 위협 사례가 33건 발생했으며, 이 중 20건이 폭탄 위협이었다고 보도했다. 보고서는 또한 "시기를 보면 Libs of TikTok 게시물이 대상을 선택하는 데 사용되었다는 것을 알 수 있다"고 언급했다. 최소 3건의 사례에서는 이러한 폭탄 위협이 최소 9명의 개인에 대한 형사 고발로 이어졌다.

### 기타 콘텐츠 및 허위 정보
동성애 자긍심 행진을 개최한 유치원에 대해, 이 계정은 "아이들을 세뇌 캠프에 보내지 말라"고 언급했다. 또한 팔로워들에게 트랜스젠더 학생들이 자신의 성 정체성에 맞는 화장실을 사용하도록 허용한 학교에 연락하도록 장려했다. Libs of TikTok은 또한 "젊고 혼란스러워하는 개인들에게 의사들이 하는 끔찍한 일들을 퍼뜨리는 것"을 목표로 한다.
현재 삭제된 트윗에서 이 계정은 채스튼 부티지지와 더 트레버 프로젝트 조직을 그루밍 혐의로 구체적으로 비난했다. 이 계정은 또 다른 삭제된 트윗에서 학생들에게 자신이 동성애자임을 밝히는 교사는 해고되어야 한다고 주장했다.
Libs of TikTok은 학교 화장실 고양이 변기 루머와 같은 허위 정보를 퍼뜨린 혐의로 비판을 받았다. 이 루머는 학생들이 고양이를 자신으로 인식하는 학생들을 위한 화장실 시설에 대한 것이었다. 또한 텍사스주 오스틴의 2학년 학생들이 퍼리에 대해 배우고 있다는 등의 허위 주장도 퍼뜨렸다. 그리고 미국 하원의원 케이티 포터가 LGBT 사람들이 소셜 미디어에서 소아성애자나 그루밍 가해자로 비방당하는 것을 한탄한 후, 포터가 소아성애가 범죄가 아니라고 주장했다는 거짓 주장도 퍼뜨렸다. 이 계정은 또한 드래그 행사의 편집된 영상을 게시하거나 게시했다는 비난을 받았다. 한 사례에서는 노스다코타의 관객과 공연자에게 폭탄 위협이 가해졌고, 또 다른 사례에서는 앨라배마주에서 교직을 사임한 드래그 공연자에게 살해 협박이 가해졌다.
Libs of TikTok은 제도적 인종차별의 존재를 부인했지만, 백인에 대한 인종차별이 미국에서 "번성하고 있다"고 주장했다. 슬레이트의 보도에 따르면, "라이칙의 피드는 전반적으로 자유주의자들에 대한 강렬한 적대감으로 물들어 있지만, 그녀는 특히 LGBTQ 사람들, 도시 거주자들, 그리고 경찰의 손에 살해된 흑인들에 대한 현저한 적대감을 가지고 있다"고 언급하며, 이 계정이 조지 플로이드를 범죄자라고 언급하고, 마키아 브라이언트 살해를 조롱했다고 지적했다.
Libs of TikTok에 게시된 가장 인기 있는 영상(조회수 570만 회)은 애리조나 주립 대학교의 여대생이 촬영한 것이다. 이 영상은 그녀와 그녀의 친구가 백인 남학생에게 그의 노트북에 붙어 있는 "경찰의 생명도 소중하다" 스티커 때문에 다문화 센터를 떠나도록 반복적으로 요청하는 모습을 보여준다. 이 영상이 입소문을 타자, ASU는 조사 후 두 여학생에게 견책 처분을 내렸다.

### 콜로라도 스프링스 나이트클럽 총격 사건
2022년 11월 20일, 콜로라도 스프링스 나이트클럽 총격 사건 이후 Libs of TikTok은 다시 언론의 주목을 받았다. 이 사건은 LGBTQ 장소에서 발생한 대량 살인으로, 5명이 사망하고 수십 명이 부상당했다. 총격범의 표적이 된 클럽 Q는 종종 드래그 행사를 주최하며, 모든 연령대의 관객을 대상으로 하는 행사도 포함되었다. 인디펜던트는 Libs of TikTok이 소셜 미디어 계정으로 이러한 행사에 부정적인 관심을 유발하며, 게시물 이후 팔로워들이 후원자와 공연자에게 괴롭힘과 위협을 가하는 경우가 많다고 지적했다. 총격 사건 몇 시간 후, 라이칙은 자신의 트위터 계정을 이용해 대학살이 일어난 주에 있는 "드래그 단체"를 겨냥하며, 이를 지지하는 콜로라도 주 의원 두 명(그중 한 명은 트랜스젠더였다)의 이름을 강조했다. 디 애드버킷은 이 게시물을 비판하며 "클럽 Q 총격 소식이 퍼진 후 몇 시간 만에 라이칙은 다른 드래그 포함 행사에 대해 게시하여 자신의 반LGBTQ+ 메시지를 강화했다"고 말했다. 그들은 이전에 자신들의 웹사이트에 게시된, 국토안보부의 전 차관보였던 줄리엣 케이엠과의 인터뷰를 주목했는데, 그녀는 Libs of TikTok과 같은 소셜 미디어 계정이 소외된 집단에 대한 극단주의적 분노를 유발하면서도 "선동자가 행위에 대한 책임을 부인할 수 있도록 모호한 언어를 사용"함으로써 확률론적 테러리즘을 실행한다고 언급했다.

## 계정 정지

### X (소셜 네트워크)
트위터는 Libs of TikTok 계정을 다섯 차례 일시적으로 정지시켰다. 여기에는 소수자 신분에 기반한 "타인에 대한 폭력, 위협 또는 괴롭힘" 조장 및 "혐오 행위"로 인한 정지가 포함된다. 최소 두 건의 정지는 라이칙이 트윗에서 인칭 대명사를 잘못 사용하여 발생했다.
2022년 9월 25일, Libs of TikTok은 트위터로부터 1주일 정지 처분을 받았으며, 트위터가 정지 사유를 명시하지 않았다고 주장했다. 그러나 바빌론 비 CEO 세스 딜런은 Libs of TikTok이 "특정 트윗이 플래그되지 않고" "혐오 행위"로 인해 정지되었다고 말했다. 정지에 대응하여 Libs of TikTok은 로펌을 고용하여 트위터가 Libs of TikTok을 영구적으로 정지시킬 경우 법적 조치를 취하겠다는 내용의 서한을 보냈다. Libs of TikTok은 또한 법률 방어 기금을 조성하고 지지자들에게 기금 기부를 독려했다. Libs of TikTok은 이번 정지가 "나를 플랫폼에서 제거하려는 좌익의 표적 괴롭힘 캠페인의 결과"라고 말하며, "나는 혐오 행위를 한 적이 없다. 단지 사실을 보고함으로써 좌익의 타락을 폭로했을 뿐이다. 이에 대한 규칙이 없으므로, 그들은 내가 저지르지 않은 위반을 만들어내야 한다"고 덧붙였다.
트위터의 LGBT 옹호자들은 트위터가 Libs of TikTok을 영구 정지해야 한다고 주장했으며, 여러 평론가들은 트위터가 해당 계정을 전면적으로(영구적으로) 차단하지 않았다고 지적했다. NPR에 따르면, "Libs of TikTok은 플랫폼 규칙의 경계선까지 다가서되 이를 어기지 않음으로써 전면적인 차단을 피한 것으로 보인다"고 하며, 이 계정이 "팔로워들에게 명시적으로 누구를 위협하도록 장려하지 않으며, 일반적으로 대상의 발언을, 때로는 문맥을 제거하고, 잘못된 행위를 암시하는 데 사용한다"고 덧붙였다. 쇼렌스타인 미디어, 정치 및 공공 정책 센터의 연구 책임자 조안 도노반에 따르면, 라이칙은 플랫폼이 조치를 취하기 전에 문제가 되는 트윗을 삭제함으로써 차단을 피하는데, 도노반은 이것이 허위 정보를 퍼뜨리는 디지털 행위자들에게 흔한 전술이라고 말했다.
대략 2022년 8월부터 10월까지, Libs of TikTok은 트위터 내부에서 중요한 논의의 대상이 되었으며, 일부 직원들은 이 계정이 폭력을 조장할 가능성 때문에 영구적으로 차단되어야 한다고 주장했다. 일론 머스크가 2022년 10월 트위터를 인수한 후 CEO가 되면서, 사이트의 콘텐츠 조정 활동은 상당히 줄어들었다. 12월 9일, 언론인 바리 바이스는 트위터가 그림자 차단을 통해 Libs of TikTok의 도달 범위를 제한했다고 주장했지만, 트위터의 전 제품 책임자인 케이본 베이크푸르는 "모든 도달 범위 축소를 그림자 차단과 동일시하는 것은 게으른 해석이거나 의도적인 오해"라고 반박하며 이 주장을 일축했다. 반대로 슬레이트의 에반 어쿼트는 바이스 자신의 출판물이 Libs of TikTok이 우대 조치를 받고 있으며, 중재자들이 해당 계정에 대해 어떠한 조치도 취하지 않고 대신 더 높은 경영진에 문제를 보고하도록 지시받았음을 드러냈다고 주장했다. 어쿼트는 또한 바이스가 Libs of TikTok을 묘사한 방식이 보수적 의견과 확률론적 테러리즘 및 극단주의를 위험하게 혼동시켰다고 주장했다.

### Bluesky
Libs of TikTok은 2024년 미국 대통령 선거의 결과로 트위터에서 블루스카이 플랫폼으로 이동한 수백만 명의 사용자 중 한 명으로, 11월 말 블루스카이 소셜 미디어 플랫폼에 합류했다. 이 계정은 2024년 12월 2일 플랫폼 가입 9일 만에 정지된 것으로 알려졌다. 디 애드버킷에 보낸 성명에서 미디어 감시 단체인 GLAAD의 대변인은 이 계정의 삭제를 칭찬하며 "소셜 미디어 플랫폼에는 증오 발언 정책이 존재하는데, 이는 모든 사용자와 광고주, 특히 증오와 괴롭힘의 표적이 되는 LGBTQ와 같은 역사적으로 소외된 집단을 보호하기 위함"이라고 말했다.

### 기타 플랫폼
Libs of TikTok은 틱톡 자체에도 계정을 가지고 있었지만, 2022년 3월 틱톡의 커뮤니티 가이드라인 위반으로 정지되었다. Libs of TikTok의 인스타그램 계정은 두 달 후 몇 시간 동안 정지되었는데, 메타 대변인은 "여러 건의 저작권 침해 신고"에 반응한 자동화 시스템 때문이라고 밝혔다. 그해 9월, Libs of TikTok 페이스북 계정은 플랫폼의 커뮤니티 가이드라인 위반으로 영구 정지되었다. 페이스북은 오류로 인해 정지되었다고 밝혔고 이 계정은 하루도 안 되어 복구되었는데, GLAAD는 이를 비판했다. 활동가들은 전자상거래 플랫폼 쇼피파이에 Libs of TikTok의 상점을 폐쇄하라고 캠페인을 벌였다. 그들은 상점이 혐오스러운 콘텐츠와 괴롭힘 및 위협으로 이어지는 상품 및 서비스를 금지하는 플랫폼의 이용 목적 제한 방침을 위반했다고 주장했다. 성명에서 쇼피파이는 Libs of TikTok을 옹호하며 "우리는 다양한 세계관을 가진 모든 종류와 규모의 사업체를 호스팅한다"고 말했다.

## 영향

### 정치적 영향
플로리다 주지사 론 디샌티스의 대변인 크리스티나 푸쇼는 Libs of TikTok 계정이 성과 LGBT 관련 주제에 대한 현재 교육 상황에 대해 "눈을 뜨게 해줬다"고 평가했다. 푸쇼는 2021년 7월부터 2022년 5월까지 Libs of TikTok 계정과 100회 이상 상호작용했다. 폭스 뉴스 진행자 터커 칼슨은 Libs of TikTok과 푸쇼의 옹호가 플로리다주의 2022년 교육에서의 부모 권리 법안(일반적으로 "동성애 언급 금지법"으로 불림) 통과에 부분적으로 기여했다고 평가했다. 이 법안은 공립학교에서 유치원부터 3학년까지 성과 성 정체성에 대한 부적절한 방식의 교육을 금지한다.
디지털 혐오 방지 센터와 인권 캠페인의 보고서에 따르면, Libs of TikTok은 플로리다주 교육에서의 부모 권리 법안 통과 이후 경멸적인 용어인 '그루머'의 사용을 촉진하는 데 가장 영향력 있는 트위터 계정 상위 10위 안에 들었다. 라이칙은 이 용어를 LGBT 사람들, LGBT 청소년 지지자, 그리고 성에 대해 가르치는 사람들을 비하하는 말로 사용한다.
2024년 3월 5일, Libs of TikTok 트위터 계정은 필라델피아의 한 LGBT+ 센터가 "BDSM, 킨크, 페티쉬" 행사를 홍보하는 것과 관련이 있다고 주장하는 영상을 게시했으며, 밥 케이시 상원의원과 존 페터맨 상원의원이 해당 센터에 배정된 예산을 보냈다고 비난했다. 같은 날, 페터맨과 케이시 의원실은 곧 통과될 국가 지출 법안에서 당초 제안했던 100만 달러 상당의 예산을 삭감해 줄 것을 의회에 요청했다. 그러나 3월 6일, 페터맨은 자신이 직접 의원실의 결정을 내린 것이 아니라고 부인하며, Libs of TikTok의 비난으로 인해 자신의 직원들이 압력을 받았음을 암시했다. 이후 성명에서 페터맨은 자신의 직원들이 "예산을 철회하거나 공화당의 공격을 받아 결국 폐기되는 것을 지켜볼" 상황에 처했다고 생각했으며, 2025년에는 LGBT 기금 확보를 추진할 것이라고 덧붙였다.

### 괴롭힘 및 위협
Advance Democracy Inc.의 보고서에 따르면, Libs of TikTok의 트윗은 트위터 전반에 걸쳐 특정 병원과 의사에 대한 언급을 급증시켰다. 많은 언급에서 의사들은 "아동 성폭행범", "소아성애자", "그루머", "도축업자"로 불린다.
드래그 퀸과 드래그 행사 주최자들은 Libs of TikTok의 트윗이 자신들과 자신들의 작품에 대해 언급한 후 괴롭힘과 위협을 받았다고 말했다. 2021년, Libs of TikTok은 팔로워들에게 페이스북 워치 다큐멘터리 시리즈 '코트니 콕스와 함께하는 9개월'에서 신생아에게 모유 수유를 시도하는 트랜스젠더 부부를 보여준 후 아동보호 서비스(CPS)에 전화할 것을 독려했다.
2022년 7월, 온타리오주에 있는 LGBT 청소년 센터인 아웃라우드 노스 베이(OutLoud North Bay)는 Libs of TikTok이 모든 연령을 위한 드래그 쇼를 발표한 것에 대해 트윗을 올린 후 혐오 메시지와 살해 협박을 받았다. 또한 7월에 Libs of TikTok은 북부 캘리포니아의 캠프 라마라는 보수적 유대교 캠핑 네트워크를 "태어난 성별이 아닌 성 정체성에 따라 아이들을 수용한다"고 비난하는 트윗을 올렸다.
2022년 8월 10일, Libs of TikTok은 구금된 성범죄자들을 치료하는 치료사의 영상을 다시 게시했다. 영상에서 치료사는 자신의 대명사를 밝히고, 사람들에게 "소아성애자" 대신 "소아애착자"(MAPs)라는 용어를 사용하도록 조언하며, 후자의 용어가 "진단적 분류에서 판단적이고 상처를 주는 모욕으로 변질되어 사람들을 해치거나 비방하는 데 사용된다"고 주장했다. 또한 소아성애자들은 아이들에게 대한 끌림을 선택하지 않으며, 자신들의 단 한 가지 측면으로만 정의되어서는 안 된다고 주장했다. Libs of TikTok은 영상의 처음 2분만 게시했는데, 이는 치료사가 소아성애의 수용과 아동 성학대범에게 더 친절하게 대해야 한다고 주장하는 것처럼 들리게 만들었다. 영상의 전체 버전에서는 치료사가 아동 성학대 범죄를 비난한다. Libs of TikTok이 다시 게시한 영상은 차르그라드 TV와 같은 러시아 및 유럽 허위 정보 네트워크에 의해 홍보되었다.
사우스캐롤라이나주의 한 병원 소아과 레지던트인 마이클 오브라이언은 8월 15일 Libs of TikTok이 자신이 이 계정을 비판한 트윗을 리트윗한 후 위협을 받았다고 말했다. 오브라이언은 일부 위협을 자신의 고용주 공공 안전 사무실에 신고했다: "내가 사는 곳에서 50마일 반경 이내에서 세 가지 구체적인 위협이 왔다"고 덧붙이며 "그 위협들은 매우 실질적으로 느껴졌다. 나는 내 파트너를 보호하고 가족에게 경고하기 위해 조치를 취해야 했다."
2022년 9월, Libs of TikTok은 미국 의료 회사인 카이저 퍼머넌트가 운영하는 트랜스젠더 청소년 및 가족을 위한 워크숍이 "부모 동의 없이" 개최되고 있다고 주장했다. 이 워크숍은 사실 어린이와 부모 모두를 위해 고안된 것이었다. 또한 2022년 9월, 솔트레이크시티의 한 찻집은 Libs of TikTok의 인스타그램 계정이 찻집 안에서 한 어린 소녀가 드래그 퀸과 춤추는 영상을 다시 게시한 후 "끝없는 괴롭힘의 맹공"을 받았다고 보고했다.
2022년 9월 23일, 캐서린 개스트 박사(위스콘신-매디슨 대학교의 UW 헬스 성 서비스 프로그램 공동 책임자)가 성확정 수술을 설명하는 2분짜리 영상이 Libs of TikTok에 의해 "개스트는 질성형술, 음경성형술, 유방절제술을 포함하여 청소년에게 제공하는 '성확정' 수술 중 일부를 즐겁게 설명한다"는 캡션과 함께 다시 게시되었다. NBC 뉴스에 이메일로 보낸 답변에서 Libs of TikTok은 트랜스젠더 의료에 종사하는 의사들에 대한 자신의 묘사를 옹호했다. 개스트는 미성년자에게 성기 수술을 시행하지 않지만, 정신 건강 전문가와 의사의 평가, 그리고 부모의 동의를 얻은 후 일부 경우 나이가 많은 십대에게 유방절제술(일명 "탑 수술")을 시행한다. Libs of TikTok의 원본 트윗은 거의 50만 회의 조회수를 기록했으며, 이는 개스트와 그녀의 환자에 대한 스레드에서 8개 중 하나였다. 테드 크루즈 상원의원은 "그녀는 아이들에게 이런 짓을 한다. 동의할 만큼 충분히 나이가 들기도 전에 그들을 불임시키고 훼손시킨다"고 트윗했다. 개스트와 그녀의 가족은 개인 정보가 유출되었고, 그녀의 클리닉은 "괴롭히는 전화"를 받았다.
2024년 4월, 플래닛 피트니스의 미국 전역 40개 이상 지점이 폭탄 위협을 받았다. 이는 Libs of TikTok이 한 고객이 여성 화장실을 사용하는 트랜스젠더 여성을 촬영하다가 출입 금지 처분을 받았다고 게시한 후 발생했다.
2022년 4월부터 2022년 11월까지 Libs of TikTok의 온라인 활동을 분석한 결과, "태스크 포스 버틀러 연구소"라는 반극단주의 연구 단체는 라이칙이 특정 행사, 장소 또는 인물을 280회 이상 지목했으며, 그 결과 66건의 대상에 대한 괴롭힘 또는 위협 사건이 발생했다고 추정했다.

## 반응

### 계정 콘텐츠에 대한 반응
이 계정은 교사, 의료 제공자, 어린이 병원에 대한 괴롭힘을 조장하고 비판하는 것으로 묘사되었다. 이는 혐오 발언 계정으로 불리기도 한다. 또한 LGBT 사람들, 교사, 학교 및 기타 기관의 동영상을 맥락을 벗어나 선동적인 틀로 다시 게시함으로써 허위 정보 및 역정보를 퍼뜨리는 것으로 묘사되었다. Libs of TikTok의 팬과 지지자들은 이 계정이 이미 공개적으로 이용 가능한 "성 및 젠더 이념"을 보여주는 콘텐츠를 단순히 다시 게시할 뿐이라고 말하지만, "이 계정의 팔로워들은 맹목적으로 반LGBTQ+ 성향을 띠고 있으며, 콘텐츠가 공유된 개인을 일상적으로 공격한다."
라이칙은 Libs of TikTok의 영상 재게시를 "미친 사람들을 폭로하는 것"이라고 묘사했다. 그녀는 또한 자신의 온라인 활동에 대한 비판을 "취소하고 침묵시키려는 노력"이라고 묘사했으며, 살해 협박을 받는다고 말했다.

#### 긍정적
당시 터커 칼슨 투나잇의 진행자였던 터커 칼슨은 Libs of TikTok을 칭찬하며 "미국의 어떤 뉴스 기관도 Libs of TikTok보다 미국 학교의 현실을 더 잘 드러내지 못했다"고 말했고, 이 계정이 재게시한 영상들을 "바보 같고 역겹다"고 불렀다. 도널드 트럼프 주니어는 "Libs of TikTok이 자주 제기하는 –  그리고 좌파는 무시하려는 –  질문은 부모가 자녀가 공립학교에서 무엇을 배우는지 알 권리가 있는지 없는지이다"라고 주장했다. 벤 샤피로는 Libs of TikTok에 대한 비판을 옹호하며, 이를 "문자 그대로 좌파들이 스스로를 소유하도록 하는 트위터 계정"이라고 불렀다. 바빌론 비의 세스 딜런은 Libs of TikTok의 작업을 "영웅적"이고 "고위험적"이라고 불렀다. 크리스티나 푸쇼는 자신을 "[Libs of TikTok]의 임무의 강력한 지지자"라고 묘사했다.

#### 부정적
미국 시민 자유 연맹의 미디어 전략가 질리언 브랜스테터는 Libs of TikTok이 "우익 선전에 새로운 인물을 찾고 있으며, 틱톡과 인터넷에서 끊임없이 쏟아지는 콘텐츠에 의존하여 개별 트랜스젠더 인물을 자신들의 이야기에서 새로운 악당으로 만들고 있다"고 주장했다. 좌파 미디어 감시 단체 미디어 매터스 포 아메리카의 LGBTQ 프로그램 책임자 아리 드렌넨은 "Libs of TikTok은 기본적으로 더 넓은 우익 미디어 생태계를 위한 전선 통신망 역할을 하고 있으며, 이 계정은 실제로 공공 정책을 형성하고 교사들이 교실에서 안전함을 느끼는 능력에 영향을 미치고 있다"고 덧붙였다. 드렌넨에 따르면, 그녀는 Libs of TikTok을 비판한 후 자신의 성 정체성과 외모에 대해 500개 이상의 혐오 댓글을 받았다. 제저벨의 카일리 청은 "LibsOfTikTok과 같은 혐오 계정을 디플랫포밍하는 것은 중요한 단계이다. 이러한 계정의 온라인 공격은 분명히 빠르게 현실의 위협으로 확대될 수 있기 때문이다. 하지만 우리는 현재 거의 모든 우익 미디어 매체와 공화당 상위 인사들에 의해 조장되는 무서운, 더 광범위한 반LGBTQ 운동 한가운데에 있다는 것이 분명하다"고 주장했다. 뎀의 레이나 술탄은 "소셜 미디어 플랫폼은 Libs of TikTok이 혐오를 퍼뜨리는 능력을 제한할 뿐만 아니라, 일반적으로 LGBTQ 사람들을 보호하기 위해서도 충분히 노력하지 않고 있다"고 주장했다. 엘라드 네호라이는 더 포워드에서 Libs of TikTok이 "트랜스젠더 청소년에 대한 포그롬을 부추기고 있다"고 주장하며, 그루밍 혐의를 반유대주의 피의 비방에 비유했다. LGBT 단체 GLAAD는 성명에서 "Libs of TikTok은 LGBTQ 단체, 사람, 지지자들을 악의적으로 표적으로 삼아 거짓말, 허위 정보, 노골적인 증오를 게시하는 것과 동의어이다"라고 말했다.
하버드대 쇼렌스타인 미디어, 정치 및 공공 정책 센터 연구 책임자인 조안 도노반은 "우리는 소셜 미디어에서 사람들이 Libs of TikTok과 같은 계정이 다른 계정이나 사람, 기관을 지목할 때 무엇을 해야 할지 아는 단계에 도달했다"고 주장하며, 이러한 게시물에 대한 반응을 "네트워크화된 선동"이라고 부르면서 "눈덩이 효과를 일으켜 사람들이 참여하는 데 더 대담해지는 것을 볼 수 있다"고 말했다. 도노반은 또한 "촉발적인 댓글이 그렇게 선동적이지 않을 수도 있지만, 그것이 Libs of TikTok과 같은 계정에서 인식 가능한 공격 패턴을 만든다면, 이들 기업은 계정을 경고하고 차단할 권한이 충분히 있다"고 주장했다. 도노반은 트위터가 Libs of TikTok을 다루는 방식과 트위터가 큐아넌, 선거 사기 중단 운동, 1월 6일 국회의사당 습격을 막지 못한 점 사이의 유사점을 지적했다. 트위터는 이러한 운동과 여러 폭력 행위가 연관된 후에야 단속을 시작했다. 그녀는 또한 Libs of TikTok을 확대하는 우익 언론과 1월 6일 국회의사당 습격으로 이어진 온라인 캠페인 사이의 유사점을 지적했다. 도노반은 "우리는 더 많은 사람들이 — 폭동 당시 그랬듯이 — 병원을 습격하는 것이 자신과 자신들의 가치를 지키는 유일한 선택일 수 있다고 느끼는 것을 보고 있다"고 언급했다. 하버드 로스쿨 임상 강사이자 트랜스젠더 활동가인 알레한드라 카라바요는 트위터가 Libs of TikTok을 그 콘텐츠 때문에 차단하지 않은 이유에 대해 "그들은 일론 머스크의 인수가 진행되는 동안 정치적으로 분란을 일으키고 싶지 않기 때문"이라고 주장했다. 예일 대학교 소아과 조교수 메레디스 맥나마라는 "이러한 혐오 발언이 인터넷에서 만연하고 직접적인 위협을 부추기는 것은 회복하기 어려운 장기적인 피해를 초래할 것"이라고 주장했다.

### 정체성 공개에 대한 반응
더 위크의 보니 크리스티안은 "Libs of TikTok 뒤에 있는 사람은 그리 중요하지 않다 ... 왜냐하면 음모론은 이제 공동체의 것이기 때문이다"라고 주장하며 "로렌스의 폭로가 요점을 크게 놓쳤다"고 덧붙였다. 언허드의 캣 로젠필드는 워싱턴 포스트 기사를 "정신 나간 슈퍼히어로 이야기에 걸맞은 정체성 공개"라고 부르며, "Libs of TikTok의 더 큰 죄가 무엇인지 알기 어렵다: 틀렸다는 것인지, 아니면 인기가 많다는 것인지"라고 덧붙였다. 내셔널 리뷰의 댄 맥로플린은 Libs of TikTok과 같은 정체성 공개가 "극단주의자"로 분류될 수 있는 우파 인사들에 대한 주요 언론 기자들의 "표준 관행"이 되었다고 주장했다.
호프스트라 대학교 교수이자 버락 오바마 행정부 직원이었던 카라 알라이모는 NBC 뉴스에 기고하며 계정을 운영하는 개인의 신원을 공개한 것에 대한 비판을 일축하며, "여기서 보호가 필요한 사람들은 단지 자신의 정체성 때문에 증오의 대상이 되는 사람들 – 이지, 라이칙처럼 학대를 퍼뜨리는 사람들이 아니다"라고 주장했다.
라이칙의 신원 공개에 대해 디 애틀랜틱의 케이틀린 티파니는 "한때 '신상 털기'라는 용어가 범주를 정의했지만, 이제는 감정을 표현한다. 신상 털기를 당했다고 느끼는 사람은 누구나 신상 털기를 당했다고 주장할 것이다"라고 주장했다.
평론가이자 음모론자인 잭 포소비엑은 "이것은 저널리즘이 아니다. 이것은 제프 베이조스가 통제하는 포스트가 Libs of TikTok을 신상 털기하고 비방하는 것"이라고 트윗했다.
StopAntisemitism.org 및 제시 매거진 편집자 아이작 데 카스트로를 포함한 일부 유대인 비평가들은 로렌스가 라이칙의 정통파 유대교 신앙을 언급한 것은 불필요하며 반유대주의를 조장한다고 주장했다. 더 주이시 위크의 편집장 앤드루 실로-캐롤은 이스라엘 타임스의 블로그에서 라이칙의 종교적 신념을 포함한 것을 옹호하며, 그것이 "신앙과 우익 정치 사이의 성장하는 연결고리를 밝혀냈다"고 주장했다.
2022년 4월, 또 다른 정통파 유대교 신자이자 전업주부인 차야 라이칙은 로스앤젤레스에서 자랐는데, 사람들에게 Libs of TikTok 뒤에 있는 인물로 오인되어 수백 통의 부정적인 메시지를 받았다. 같은 4월, 유튜버 팀 풀과 더 데일리 와이어의 최고경영자 제레미 보링은 타임스 스퀘어에 광고판을 구매하여 로렌스가 Libs of TikTok을 신상 털기했다고 비난했다. 이에 로렌스는 그 광고판을 "너무 바보 같아서 웃기다"고 말했다.

### 극단주의 분류
2024년 3월, 남부 빈곤 법률 센터(SPLC)는 차야 라이칙을 반LGBTQ 극단주의자로 증오 감시 목록에 추가했다. 이 항목은 라이칙이 "LGBTQ+ 콘텐츠 제작자를 모욕하고 위협할 목적으로 콘텐츠를 공유"했으며, "LGBTQ+ 사람들, 장소, 행사는 물론 의사, 병원, 사서, 도서관, 교사, 학교에 대한 폭력적인 공격에서 우익 극단주의 단체를 동원하는 반LGBTQ+ 허위 정보 캠페인"에 이 플랫폼을 사용했다고 설명한다.

## 라이칙의 다른 미디어 활동

### TV 출연
라이칙은 2022년 12월 27일 터커 칼슨 투데이 에피소드에서 첫 TV 출연을 했다. 이 에피소드에서 그녀는 "LGBTQ 커뮤니티는 이러한 컬트가 되었고, 너무나 매혹적이며, 사람들을 강력하게 끌어들인다… 그들은 단지 사악하다. 그들은 나쁜 사람들이다. 그들은 단지 사악한 사람들이며, 아이들을 그루밍하고 싶어 한다. 그들은 모집하고 있다"고 말했다. 그녀의 출연 이후, 일부 언론 매체는 그녀가 2021년 1월 6일 미국 국회의사당 습격 당시 연방 재산에 무단 침입했을 가능성이 있는 인물과 연관되어 있다고 보도했다.

### 어린이 책
2023년, 라이칙은 자신의 아동용 그림책인 『더 이상 비밀은 없어: 사탕 동굴』을 발표했다. 이 책은 브레이브 북스에서 출판되었다. "익숙한 그림 형제 스타일의 동화에 현대적 변형을 가한" 책으로 홍보된 이 책은 로즈라는 어린 양이 2학년 선생님이 교육보다 사탕에 더 집중하자 의심을 품게 되는 내용이다. 이는 LGBT 그루밍 음모론을 반영하며, 라이칙은 이 책이 아이들과 부모가 "포식자적" 행동을 식별하는 데 도움이 되도록 의도했다. 라이칙이 주연을 맡아 책을 홍보할 예정이었던 브레이브 북스의 스토리 타임 행사는 위험하다고 판단된 위협 때문에 취소되었다.

### 정치적 임명
2024년 1월, 라이칙은 오클라호마 주민이나 사서, 교육자가 아님에도 불구하고 오클라호마 주립 도서관 위원회의 고문으로 임명되었다. 이 위원회는 보고된 자료를 검토하고 학교에 연령에 적합한 미디어에 대해 조언하는 임무를 맡고 있다.

## 같이 보기
- 미국의 성소수자 권리
- 미국의 트랜스포비아
- 2020년대 미국의 반LGBTQ 운동

## 내용주
1. 1 2 3  Attributed to multiple sources:[1][2][3][4][5][6]
2. 1 2  Attributed to multiple sources:[1][2][7][8][9]
3. ↑  Attributed to multiple sources:[1][6][10][16][17][18]
4. ↑  Attributed to multiple sources:[87][88][89][90][17]